# Blook
Un blook, ou blouquin, est un livre réalisé à partir du contenu d'un blog ou un livre publié sur un blog. Le terme est un néologisme formé à partir des mots anglais book (livre) et blog. La traduction blouquin est un mot-valise formé à partir de blog et bouquin. Il peut s'agir d'un blog transformé après coup en livre, ou d'un livre - souvent un roman - publié dans un blog sous la forme d'un feuilleton.
Le premier blook a été écrit par Tony Pierce en 2002 à partir d'entrées sélectionnées de son blog. Le terme de blook résulte d'un concours lancé par Pierce et gagné par Jeff Jarvis de BuzzMachine. Pierce a publié deux autres blooks : How To Blog et Stiff.
L'éditeur en ligne Lulu a inauguré le prix Lulu du blook, remis pour la première fois en 2006.
En 2011, la startup bordelaise BlookUp fait des blooks son cœur de métier en permettant à des particuliers de personnaliser et d'imprimer des livres à la demande dont les contenus sont directement issus de leurs blogs.

## Chronologie
- En 2002 Tony Pierce publie Blook, le premier livre réalisé à partir du contenu d'un blog.
- En 2004 David Wellington[6] publie, dans le blog Brokentype[7] d'Alex Lencicki, des épisodes de Monster Island, premier roman de la trilogie Monster, entièrement publiée sur le web.
- En 2006 un concours est lancé sur Internet pour récompenser le meilleur blook: The Lulu Blooker Prize[8].